# Sa Farradura
La playa Sa Farradura o S'Illa d'En Bosc está situada en San Juan Bautista, en la parte norte de la isla de Ibiza, en la comunidad autónoma de las Islas Baleares, España.
Es una playa que se forma en la unión de la costa insular de Ibiza con la pequeña y cercana Illa d'en Bosc.